# Ларея, Ричи
Ри́чмонд «Ри́чи» Ларе́я (англ. Richmond "Richie" Laryea; 7 января 1995, Торонто, Онтарио, Канада) — канадский футболист, игрок клуба «Торонто» и сборной Канады. Может выступать на позициях полузащитника и правого защитника.

## Карьера

### Молодёжная карьера
Ларея — воспитанник футбольного клуба «Сигма».
Во время обучения в Акронском университете в 2014—2015 годах играл за университетскую футбольную команду в Национальной ассоциации студенческого спорта.

### Клубная карьера
Оставив университет после второго года обучения, 6 января 2016 года подписал контракт с MLS по программе Generation Adidas.
На Супердрафте MLS, состоявшемся 14 января 2016 года, Ларея был выбран в первом раунде под седьмым номером клубом «Орландо Сити». 25 марта 2016 года был отправлен в новообразованный фарм-клуб «Орландо Сити B». Его профессиональный дебют состоялся 26 марта 2016 года в первом матче «Орландо Сити B» в USL, против «Уилмингтон Хаммерхэдс». 23 апреля 2017 года в матче «Орландо Сити B» против «Бетлехем Стил» забил свои первые голы в карьере, оформив дубль. За первую команду «Орландо Сити» дебютировал 24 июня 2017 года в матче против «Чикаго Файр», в котором вышел на замену на 64-й минуте вместо Кака. По окончании сезона 2018 «Орландо Сити» не стал продлевать контракт с Лареей.
21 марта 2019 года Ларея подписал контракт с футбольным клубом «Торонто» после прохождения просмотра на предсезонном сборе. Дебютировал за «Торонто» 6 апреля 2019 года в матче против «Чикаго Файр», выйдя на замену вместо Ауро. 26 мая 2019 года в матче против «Сан-Хосе Эртквейкс» забил свой первый гол в MLS. 24 июня 2020 года Ларея подписал новый контракт с «Торонто». 27 сентября 2020 года в матче против «Коламбус Крю» забил один гол и отдал две голевые передачи, за что был назван игроком недели в MLS.
8 января 2022 года Ларея перешёл в клуб английского Чемпионшипа «Ноттингем Форест», подписав 3,5-летний контракт. По сведениям прессы сумма трансфера составила $1 млн (около £740 тыс.). За «Ноттингем Форест» он дебютировал 18 апреля 2022 года в матче против «Вест Бромвич Альбион», заменив на 79-й минуте Джеда Спенса.
5 августа 2022 года Ларея вернулся в «Торонто», отправившись в однолетнюю аренду. Чтобы заключить сделку, «Торонто» «Далласу» выплатил $225 тыс. в общих распределительных средствах за вторую позицию в рейтинге распределения MLS, «Цинциннати» выплатил $125 тыс. в общих распределительных средствах и отдал вторую позицию в рейтинге распределения за первую позицию в рейтинге распределения.
2 августа 2023 года Ларея отправился в аренду в «Ванкувер Уайткэпс» до 31 декабря. За «Уайткэпс» дебютировал 20 августа в матче против «Сан-Хосе». 4 октября в матче против «Сент-Луис Сити» забил свой первый гол за «Уайткэпс». По окончании сезона 2023 «Ванкувер Уайткэпс» попытался выкупить Ларею, но не смог договориться с «Ноттингем Форест» о цене.
23 февраля 2024 года Ларея вернулся в «Торонто» на постоянной основе, подписав контракт до конца сезона 2026 с опцией продления на сезон 2027.

### Международная карьера
В мае 2016 года Ларея сыграл в двух товарищеским матчах сборной Канады до 23 лет — с основными сборными Гайаны 15 мая и Гренады 18 мая, забил гол в ворота Гайаны.
Свой первый вызов в главную сборную Канады Ларея получил 28 августа 2019 года на два матча Лиги наций КОНКАКАФ 2019/20 против сборной Кубы. В первом матче, состоявшемся 7 сентября 2019 года, дебютировал за национальную сборную, выйдя в стартовом составе.
25 марта 2021 года в матче первого раунда квалификации чемпионата мира 2022 против сборной Бермудских Островов забил свой первый гол за сборную Канады.
Был включён в состав сборной на Золотой кубок КОНКАКАФ 2021.
Был включён в состав сборной на чемпионат мира 2022.
Был включён в состав сборной на Золотой кубок КОНКАКАФ 2023.

## Статистика выступлений

### Клубная статистика
| Выступление                | Выступление      | Выступление      | Лига | Лига | Плей-офф | Плей-офф | Кубок | Кубок | Континент | Континент | Итого | Итого |
| Клуб                       | Лига             | Сезон            | Игры | Голы | Игры     | Голы     | Игры  | Голы  | Игры      | Голы      | Игры  | Голы  |
| -------------------------- | ---------------- | ---------------- | ---- | ---- | -------- | -------- | ----- | ----- | --------- | --------- | ----- | ----- |
| Орландо Сити               | MLS              | 2016             | 0    | 0    | —        | —        | 0     | 0     | —         | —         | 0     | 0     |
| Орландо Сити               | MLS              | 2017             | 12   | 0    | —        | —        | 0     | 0     | —         | —         | 12    | 0     |
| Орландо Сити               | MLS              | 2018             | 9    | 0    | —        | —        | 0     | 0     | —         | —         | 9     | 0     |
| Орландо Сити               | Итого            | Итого            | 21   | 0    | —        | —        | 0     | 0     | —         | —         | 21    | 0     |
| Орландо Сити B (фарм-клуб) | USL              | 2016             | 23   | 0    | 0        | 0        | —     | —     | —         | —         | 23    | 0     |
| Орландо Сити B (фарм-клуб) | USL              | 2017             | 12   | 3    | 0        | 0        | —     | —     | —         | —         | 12    | 3     |
| Орландо Сити B (фарм-клуб) | Итого            | Итого            | 35   | 3    | 0        | 0        | —     | —     | —         | —         | 35    | 3     |
| Торонто                    | MLS              | 2019             | 20   | 1    | 4        | 1        | 4     | 0     | —         | —         | 28    | 2     |
| Торонто                    | MLS              | 2020             | 20   | 4    | 2        | 0        | —     | —     | —         | —         | 22    | 4     |
| Торонто                    | MLS              | 2021             | 27   | 3    | —        | —        | 3     | 0     | 3         | 0         | 33    | 3     |
| Ноттингем Форест           | Чемпионшип       | 2021/22          | 5    | 0    | 0        | 0        | 0     | 0     | —         | —         | 5     | 0     |
| Торонто (аренда)           | MLS              | 2022             | 10   | 0    | —        | —        | —     | —     | —         | —         | 10    | 0     |
| Торонто (аренда)           | MLS              | 2023             | 18   | 2    | —        | —        | 1     | 0     | —         | —         | 19    | 2     |
| Ванкувер Уайткэпс (аренда) | MLS              | 2023             | 12   | 1    | 2        | 0        | —     | —     | 0         | 0         | 14    | 1     |
| Торонто                    | MLS              | 2024             | 1    | 0    | —        | —        | —     | —     | —         | —         | 1     | 0     |
| Торонто                    | Итого            | Итого            | 96   | 10   | 6        | 1        | 8     | 0     | 3         | 0         | 113   | 11    |
| Всего за карьеру           | Всего за карьеру | Всего за карьеру | 169  | 14   | 8        | 1        | 8     | 0     | 3         | 0         | 188   | 15    |

### Международная статистика
| Команда | Год   | Игры | Голы |
| ------- | ----- | ---- | ---- |
| Канада  |       |      |      |
| 2019    | 4     | 0    |      |
| 2020    | 2     | 0    |      |
| 2021    | 16    | 1    |      |
| 2022    | 15    | 0    |      |
| 2023    | 11    | 0    |      |
| Всего   | Всего | 48   | 1    |